# Thalassodendron ciliatum
Thalassodendron ciliatum är en enhjärtbladig växtart som först beskrevs av Peter Forsskål, och fick sitt nu gällande namn av Cornelis den Hartog. Thalassodendron ciliatum ingår i släktet Thalassodendron och familjen Cymodoceaceae. IUCN kategoriserar arten globalt som livskraftig. Inga underarter finns listade.